# کهیالی شاهپور
کهیالی شاهپور (به انگلیسی: Khiali Shahpur) یک منطقهٔ مسکونی در پاکستان است که در پنجاب واقع شده‌است.